# Gbadolite
Gbadolite je glavni grad provincije Nord-Ubangi u Demokratskoj Republici Kongo. Leži 12 kilometara južno od rijeke Ubangi, ujedno i granice sa Srednjoafričkom Republikom. Podigao ga je diktator Mobutu Sese Seko, a grad s luksuznom palačom, bolnicama, znanstvenim institutima i modernom zračnom lukom ubrzo je dobio nadimak "Versailles u džungli". Mobutu je podigao i atomski bunker, najveći u središnjoj Africi. Kada je Laurent Kabila podigao ustanak i zbacio Mobutua s vlasti 1997. godine, Gbadolite je opljačkan te je većina dragocjenosti iz palača nestala. Danas ih je osvojila vegetacija.
Gbadolite je od 1998. pod kontrolom prougandske pobunjeničke skupine, danas političke stranke Mouvement pour la Liberation du Congo (MPC).
Prema popisu iz 2004. godine, Gbadolite je imao 42.647 stanovnika.